# Rajd Estonii

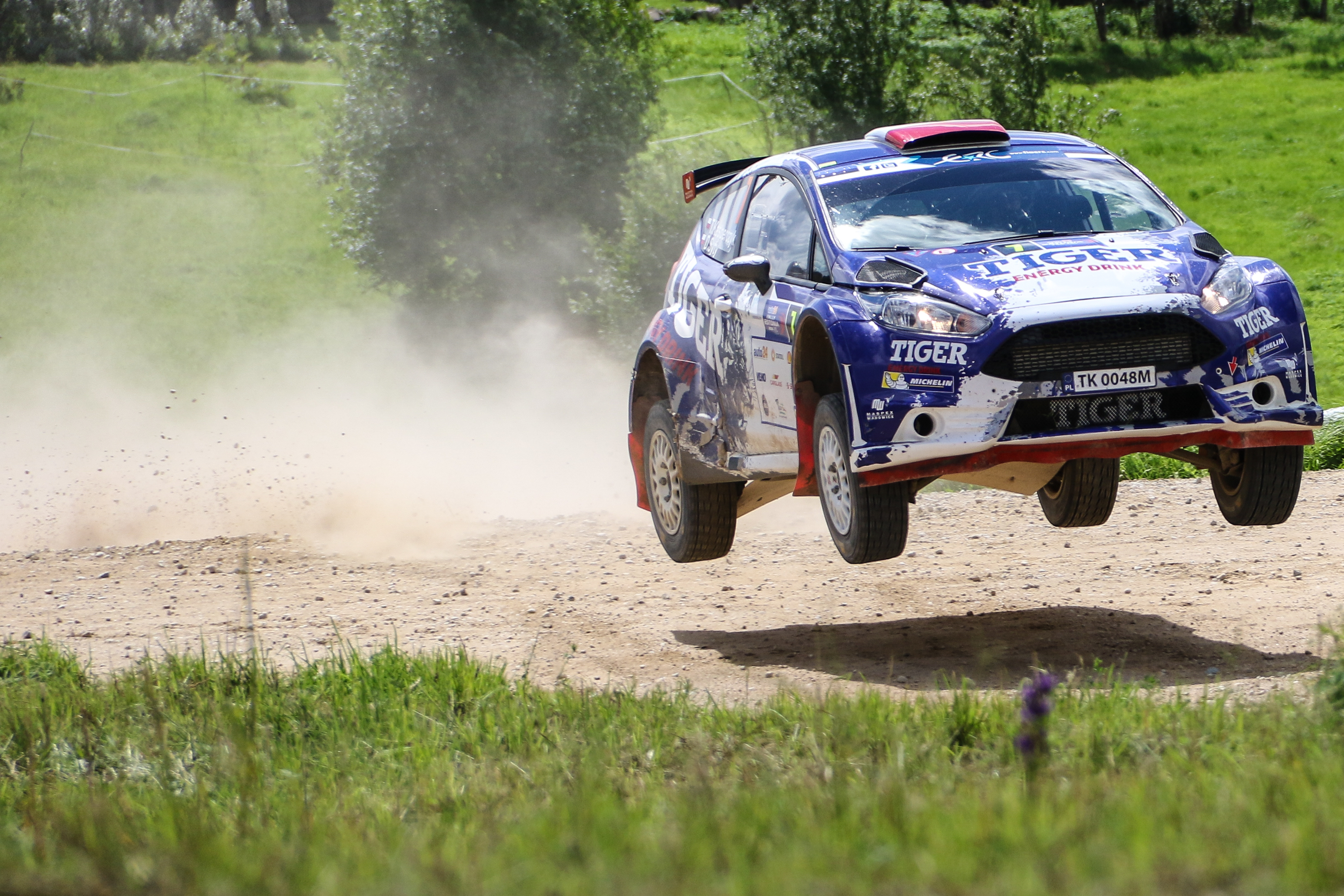
Tomasz Kasperczyk podczas Rajdu Estonii 2016

Rajd Estonii – organizowany od 2010 roku rajd samochodowy z bazą w estońskim mieście Otepää. Odbywa się on na szutrowych trasach. Od czasu inauguracji rajd ten jest jedną z eliminacji mistrzostw Estonii (EMV), a w latach 2012-2013 również jedną z eliminacji mistrzostw Łotwy (LRČ). Także od roku 2014 stanowi jedną z eliminacji mistrzostw Europy.

## Zwycięzcy[1]
| Rok  | Nazwa rajdu                  | Kierowca           | Pilot             | Samochód                   | Kategoria |
| ---- | ---------------------------- | ------------------ | ----------------- | -------------------------- | --------- |
| 2010 | 1. Mad-Croc Rally Estonia    | Markko Märtin      | Kristo Kraag      | Ford Focus RS WRC '03      | EMV       |
| 2011 | 2. auto24 Rally Estonia      | Mads Ostberg       | Jonas Andersson   | Ford Fiesta RS WRC         | EMV       |
| 2012 | 3. auto24 Rally Estonia      | Mads Ostberg       | Jonas Andersson   | Ford Fiesta RS WRC         | EMV, LRČ  |
| 2013 | 4. auto24 Rally Estonia      | Georg Gross        | Raigo Mõlder      | Ford Focus RS WRC '08      | EMV, LRČ  |
| 2014 | 5. auto24 Rally Estonia      | Ott Tänak          | Raigo Mölder      | Ford Fiesta R5             | EMV, ERC  |
| 2015 | 6. auto24 Rally Estonia      | Aleksiej Łukjaniuk | Aleksiej Arnautov | Mitsubishi Lancer Evo X    | ERC       |
| 2016 | 7. auto24 Rally Estonia      | Ralfs Sirmacis     | Māris Kulšs       | Škoda Fabia R5             | ERC       |
| 2018 | 8. Shell Helix Rally Estonia | Ott Tänak          | Martin Järveoja   | Toyota Yaris WRC           | EMV       |
| 2019 | 9. Shell Helix Rally Estonia | Ott Tänak          | Martin Järveoja   | Toyota Yaris WRC           | EMV       |
| 2020 | 10. Rally Estonia            | Ott Tänak          | Martin Järveoja   | Hyundai i20 Coupe WRC      | WRC       |
| 2021 | 11. Rally Estonia            | Kalle Rovanperä    | Jonne Halttunen   | Toyota Yaris WRC           | WRC       |
| 2022 | 12. Rally Estonia            | Kalle Rovanperä    | Jonne Halttunen   | Toyota GR Yaris WRC Rally1 | WRC       |
| 2023 | 13. Rally Estonia            | Kalle Rovanperä    | Jonne Halttunen   | Toyota GR Yaris WRC Rally1 | WRC       |
| 2024 | 14. Rally Estonia            | Georg Linnamäe     | James Morgan      | Toyota GR Yaris Rally2     | ERC       |

- EMV – Rajdowe Mistrzostwa Estonii (Eesti Autoralli Meistrivõistlused)
- LRČ – Rajdowe Mistrzostwa Łotwy (Latvijas Rallija Čempionāts)
- ERC – Rajdowe Mistrzostwa Europy
- WRC – Rajdowe Mistrzostwa Świata